# Pałac Dietla
Pałac Dietla – neobarokowy pałac Heinricha Dietla o wysokich walorach artystycznych, położony w Sosnowcu przy ulicy Stefana Żeromskiego 2.

## Historia
Pierwsze plany budynku powstały w latach 80. XIX wieku, a sygnowane były przez Stanisława  Waligórskiego. Pierwszy projekt rozbudowy powstał w 1890 roku. Około roku 1900, wraz z pracami wykończeniowymi pałacu, powstało założenie parkowe otoczone murem, z oranżerią i elementami małej architektury. Pałac wchodził w skład zespołu patronackiego, wraz z parkiem, zabudową dawnej fabryki, osiedlem robotniczym, a także kościołem ewangelickim. Jako rezydencja rodowa Dietlów pałac funkcjonował do roku 1945. W styczniu tegoż roku zajęty został przez komendanturę radziecką NKWD miasta na jej potrzeby. Wówczas wiele fragmentów pałacu oraz wyposażenie zostało zniszczonych. Do 1997 roku siedziba Szkoły Muzycznej. Od 1997 budynek znalazł się w rękach prywatnych. Od tego samego roku rozpoczęły się prace związane z renowacją budynku.

## Architektura
Pałac składa się z dwóch części: węższej północnej i szerszej od południa. Elewacje wykonane są z cegły, z detalem z tynku i sztucznego kamienia. Budynek nakryty jest dachami mansardowymi.

## Wnętrza
Wnętrza pałacu zachowały część oryginalnego wyposażenia i wystroju, co sprawia, że obiekt jest szczególnie cennym zabytkiem. Reprezentacyjne sale usytuowane zostały na pierwszym piętrze. Są to:
- Sala balowa

Dwukondygnacyjna sala balowa utrzymana jest w stylu Ludwika XV. Ściany ozdabiają lustra i sztukaterie. W ścianie zachodniej umieszczony został niewielki balkon.
- Neobarokowa jadalnia

Pomieszczenie to, drugie co do wielkości w pałacu, zwane jest również salą holenderską lub pokojem kredensowym. W jadalni zachowana jest dębowa boazeria z wkomponowanymi w nią kredensami. Dodatkową ozdobą są płyciny z dekoracją nawiązującą do malarstwa holenderskiego z Delftu.
- Neoromański pokój fajkowy

Ozdobiony boazerią z motywami roślinnymi i zwierzęcymi, w którą zostały wkomponowane szafki i siedzisko. Dodatkową dekorację pokoju stanowią dwa witraże.
- Gabinet secesyjny

Pokój połączony jest z jadalnią poprzez masywne rozsuwane drzwi. Sufit ozdobiony jest dekoracją sztukatorską.
- Łazienka

Bogate wyposażenie łazienki zachowało się prawie bez zmian. Ta ekskluzywna pałacowa łazienka „zagrała” m.in. w filmie Między ustami a brzegiem pucharu.

## Galeria

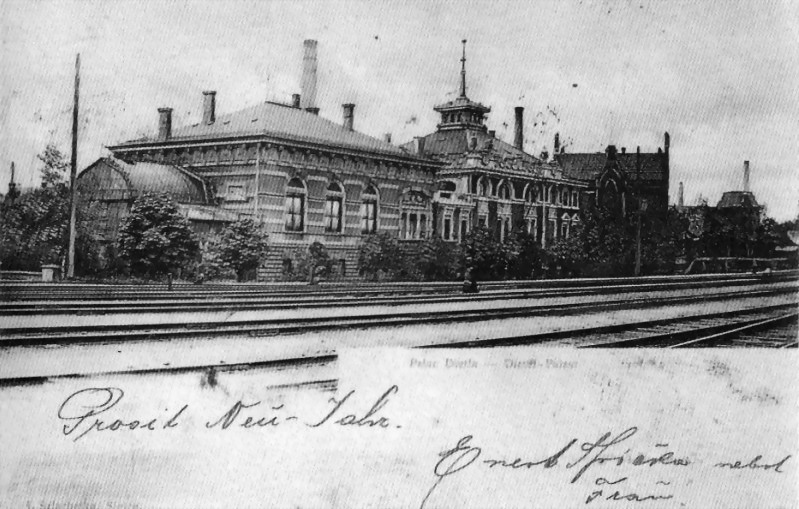
Pałac z ok. 1900 roku
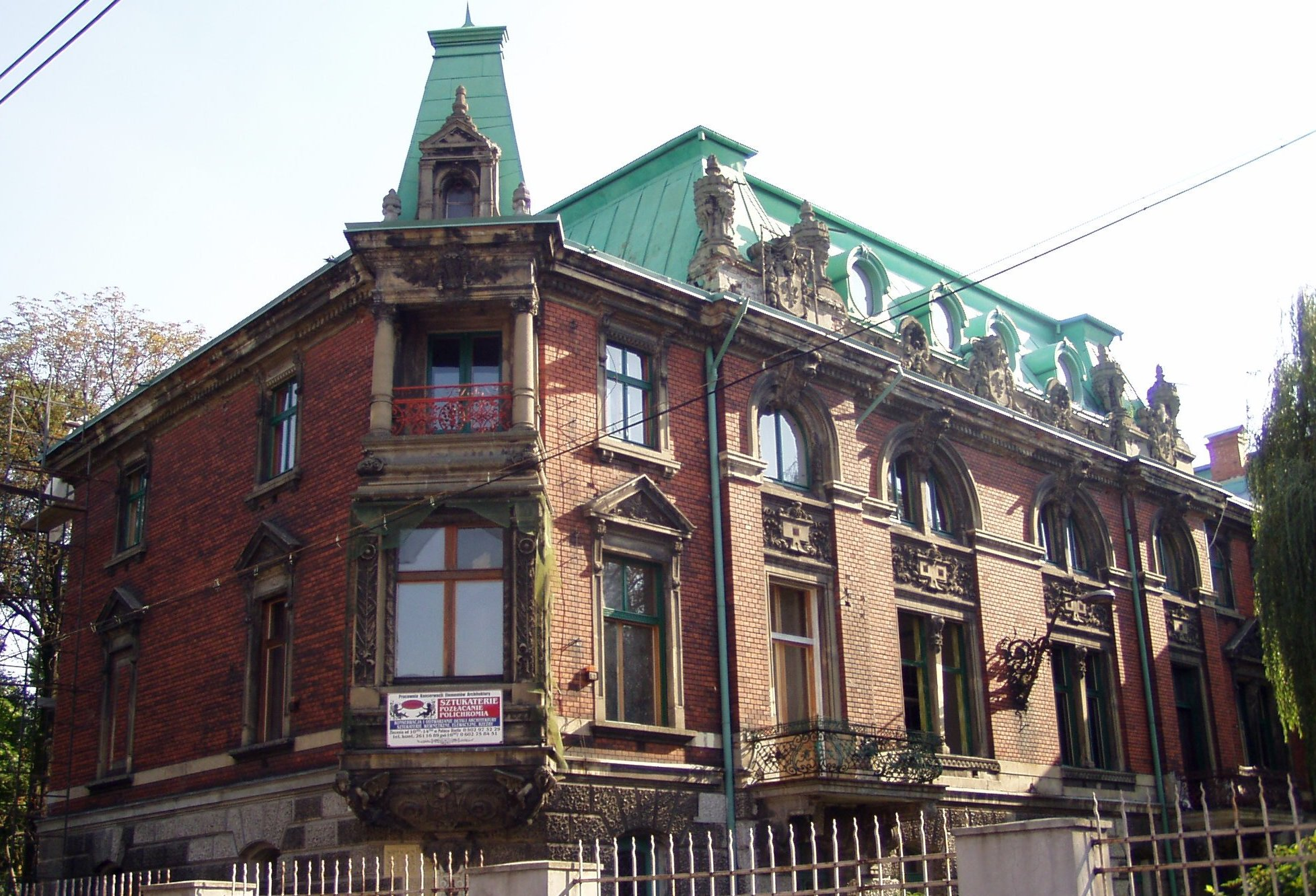
Pałac Dietla – przed renowacją elewacji
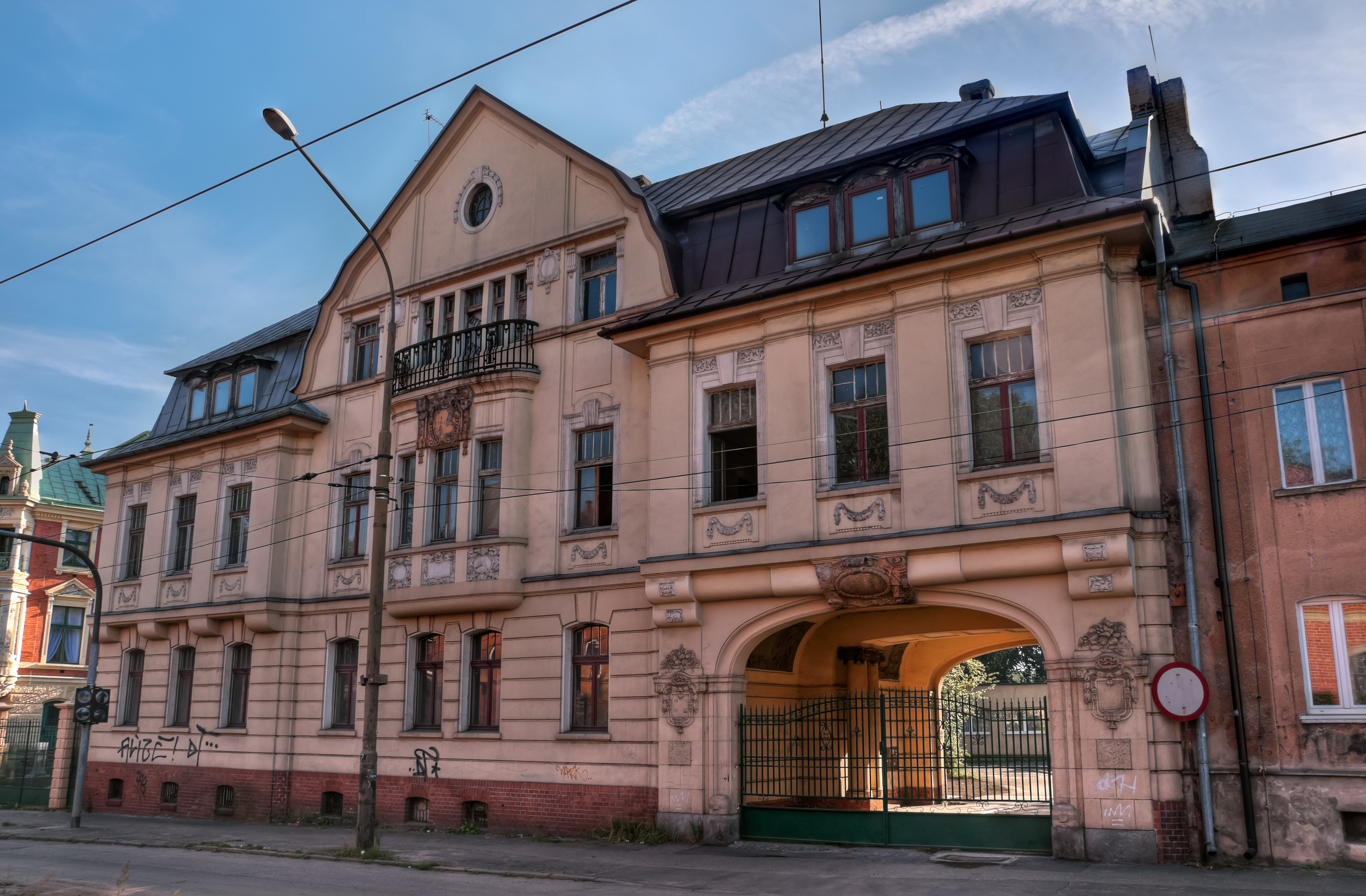
Budynek wjazdowy w zespole pałacu
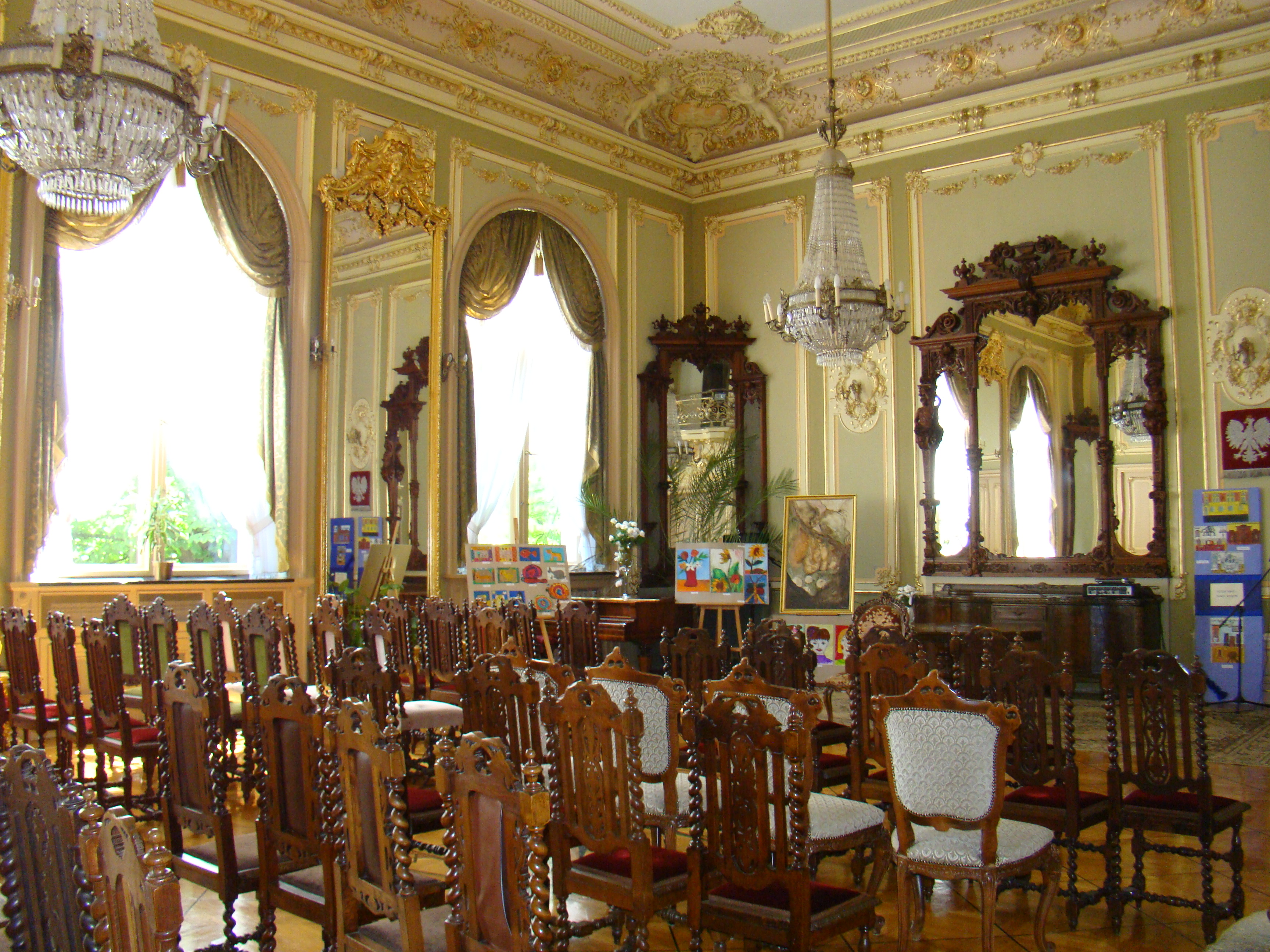
Sala balowa
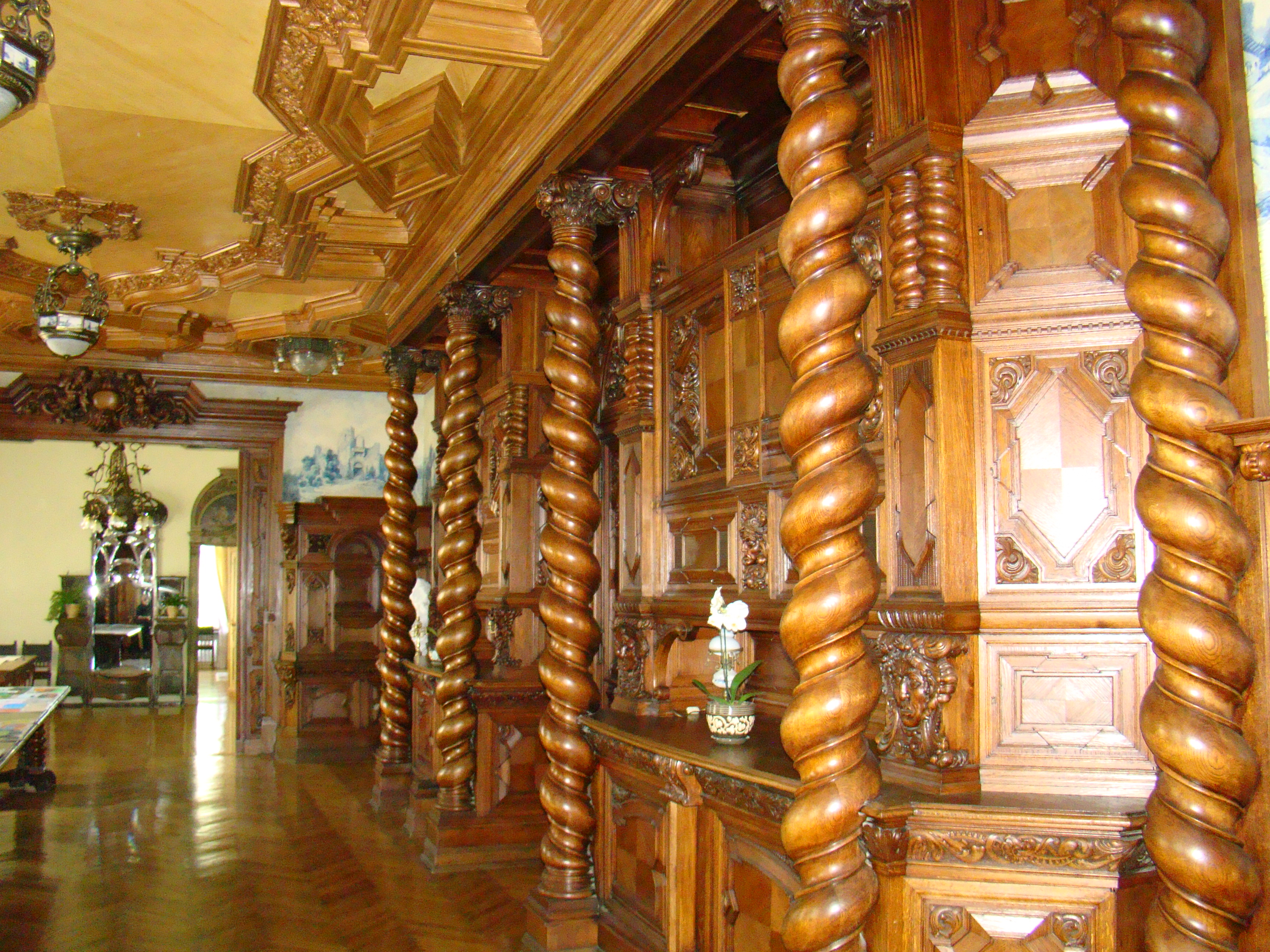
Jadalnia
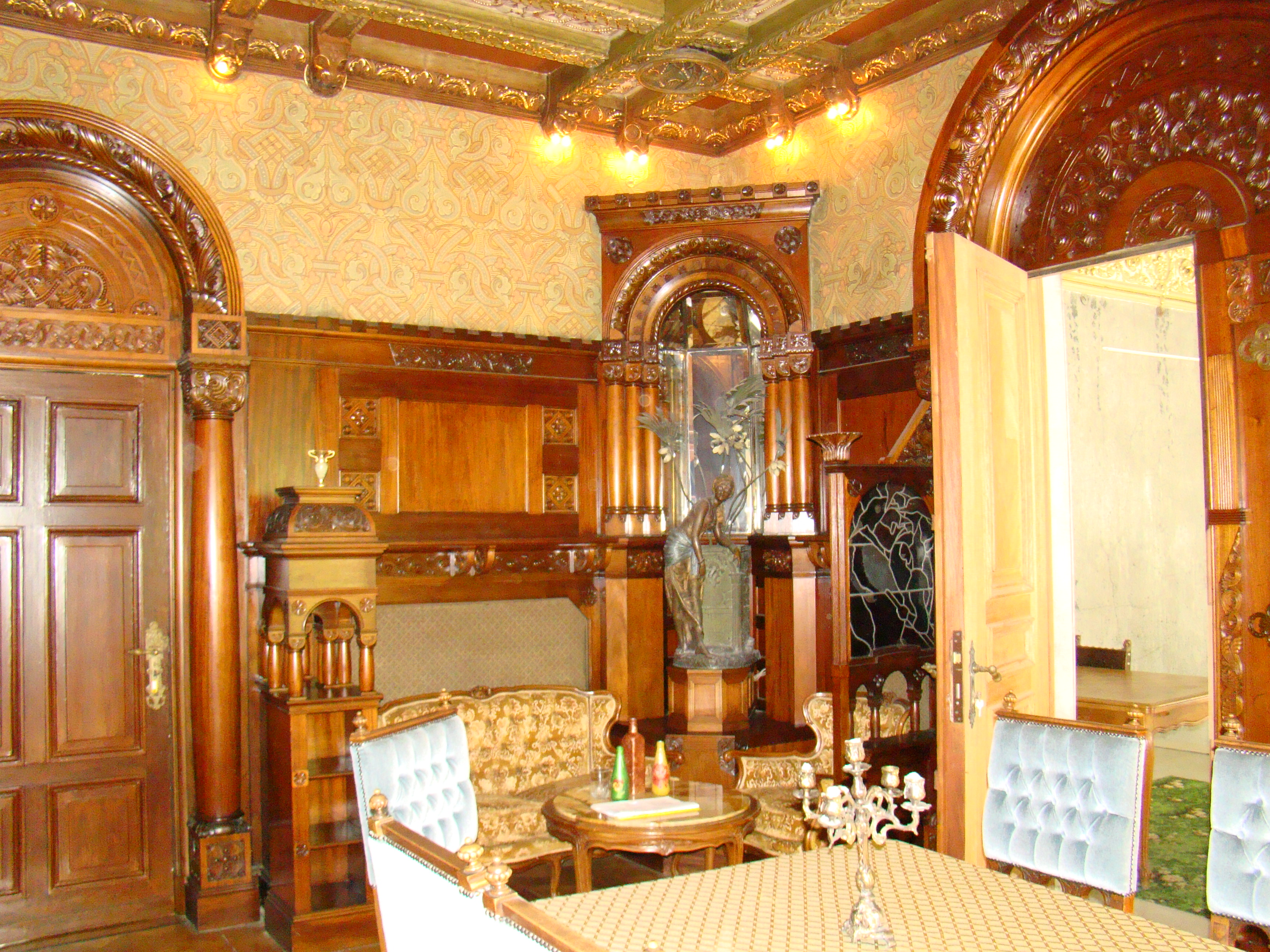
Pokój fajkowy
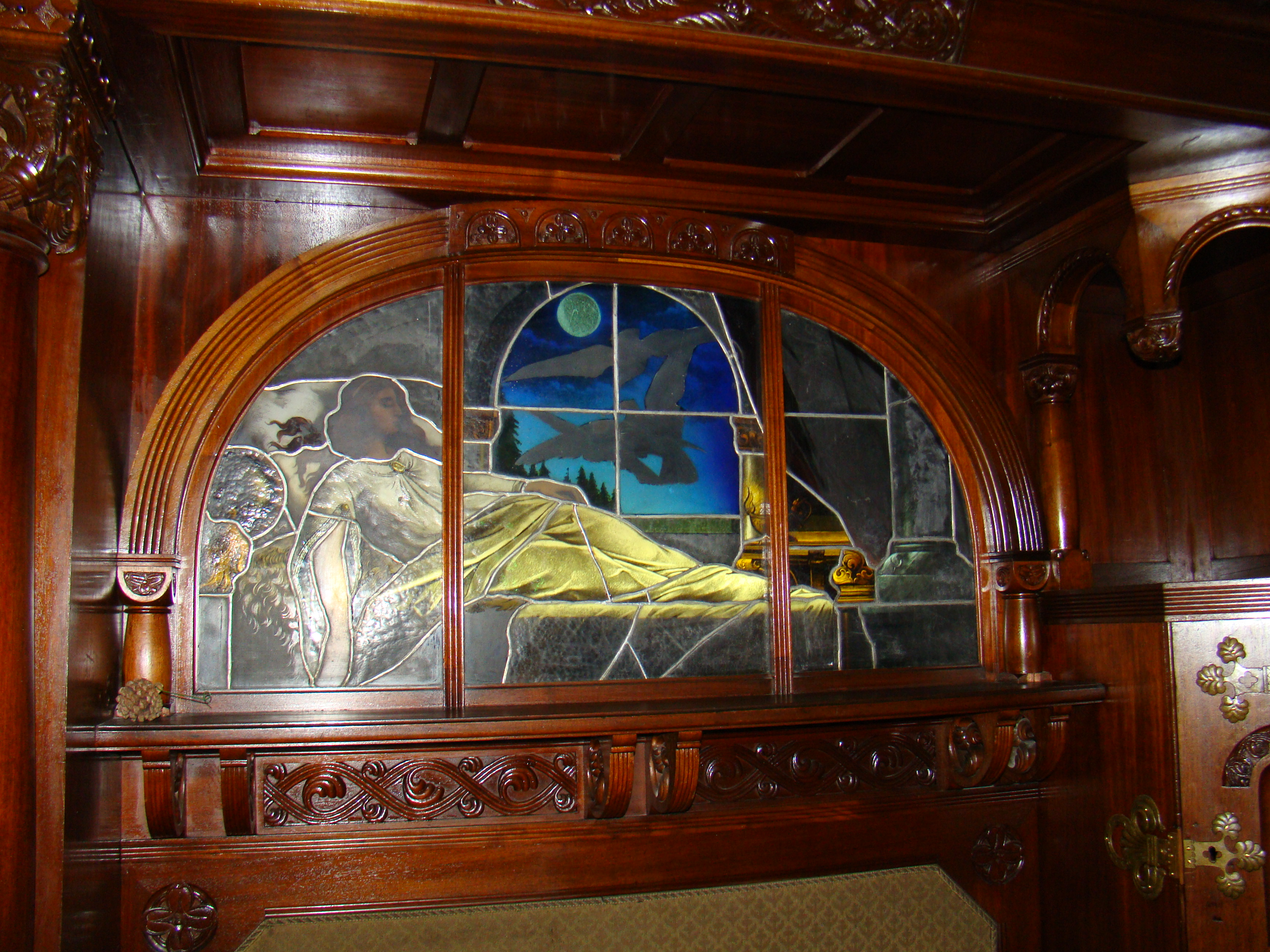
Witraż przedstawiający śpiącą Brunhildę
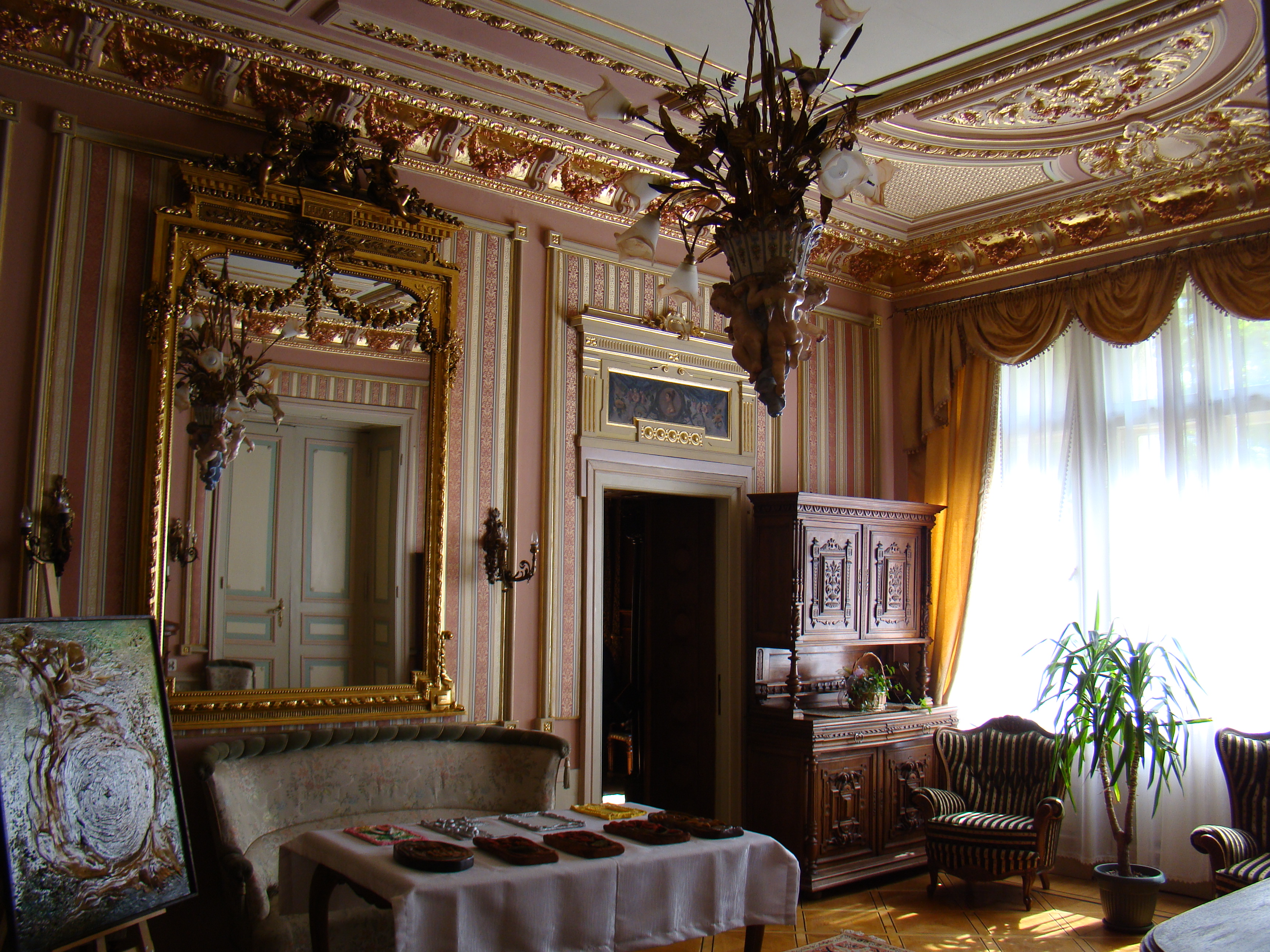
Salon
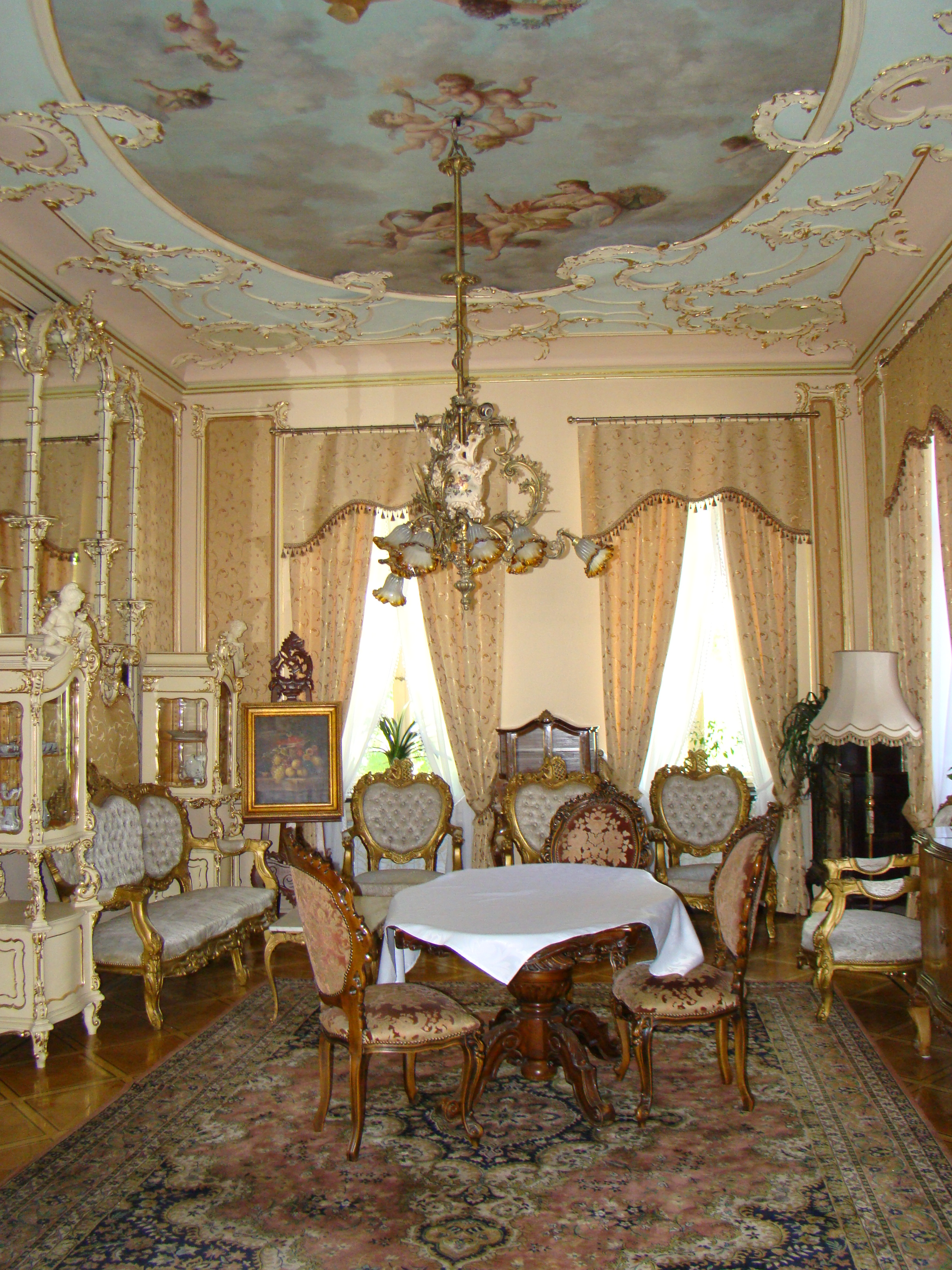
Buduar Klary
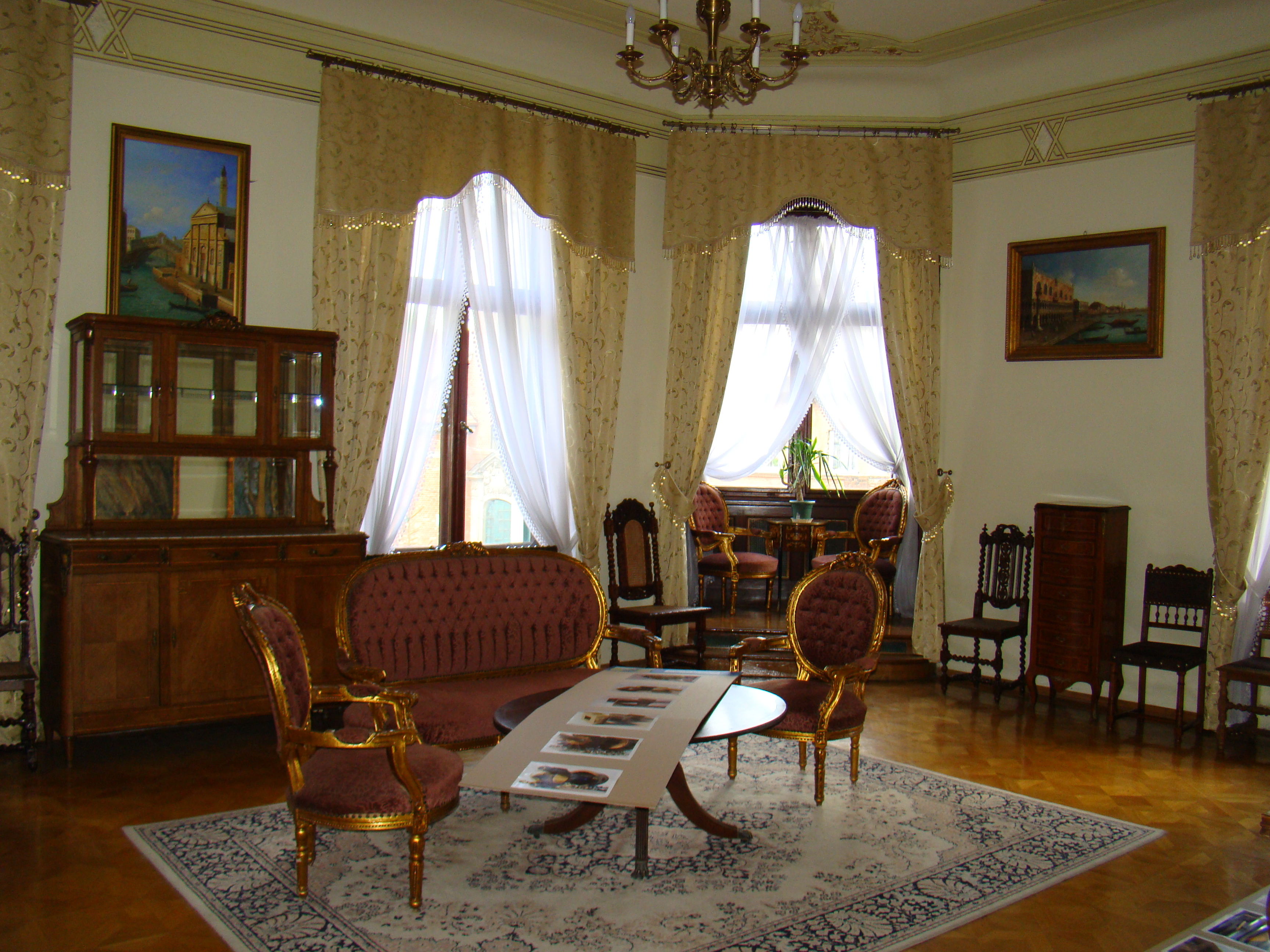
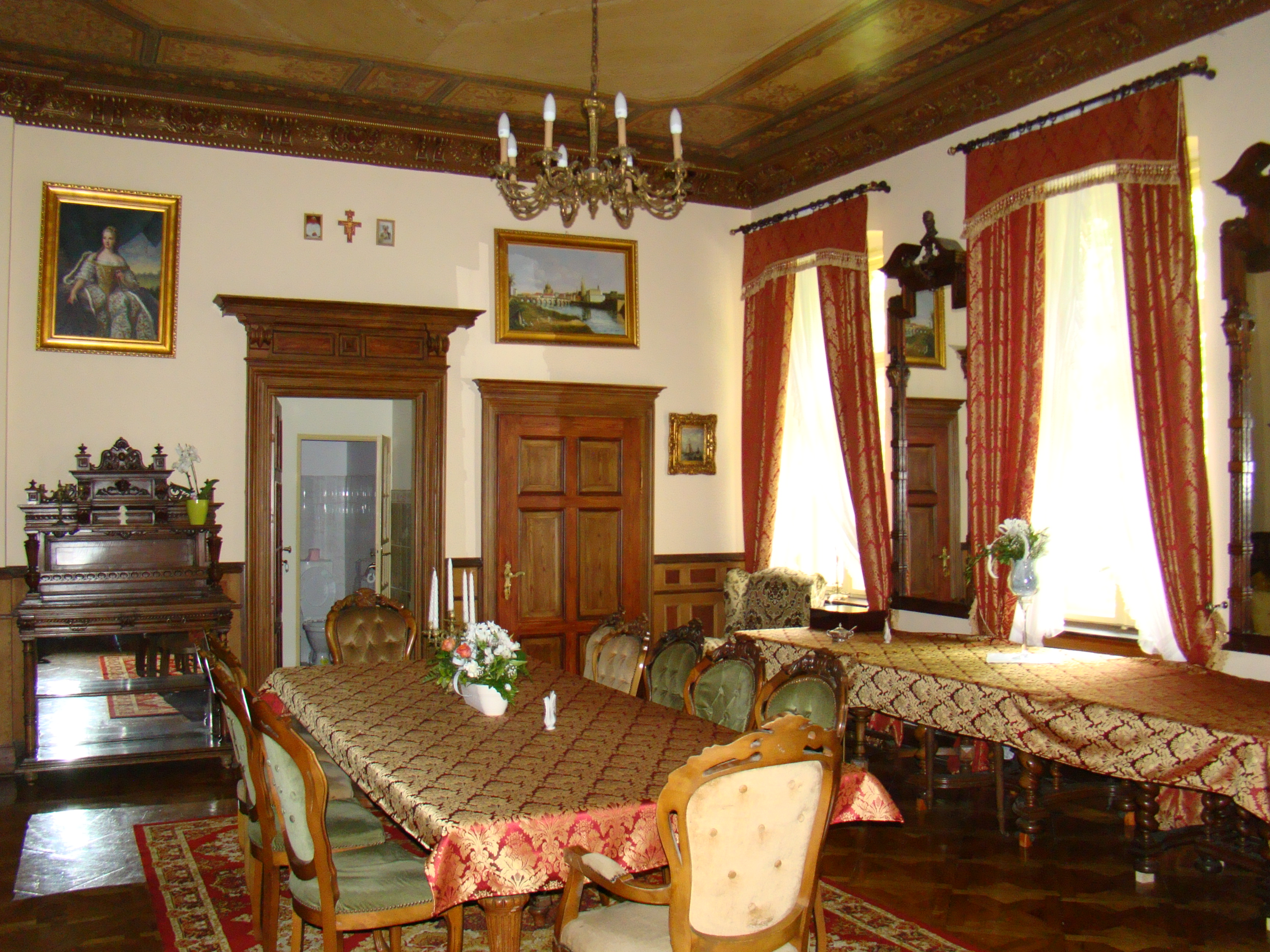
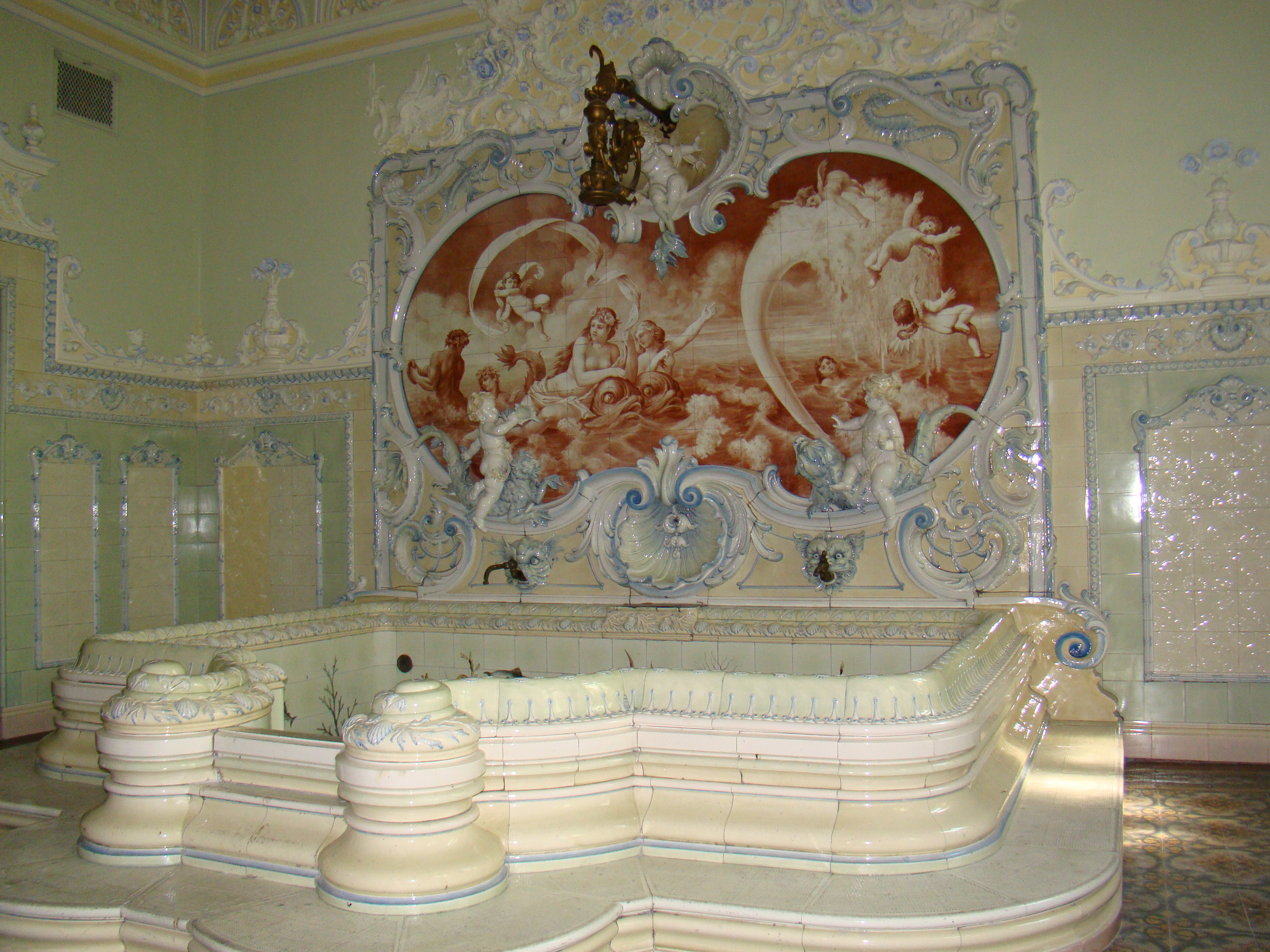
Łazienka
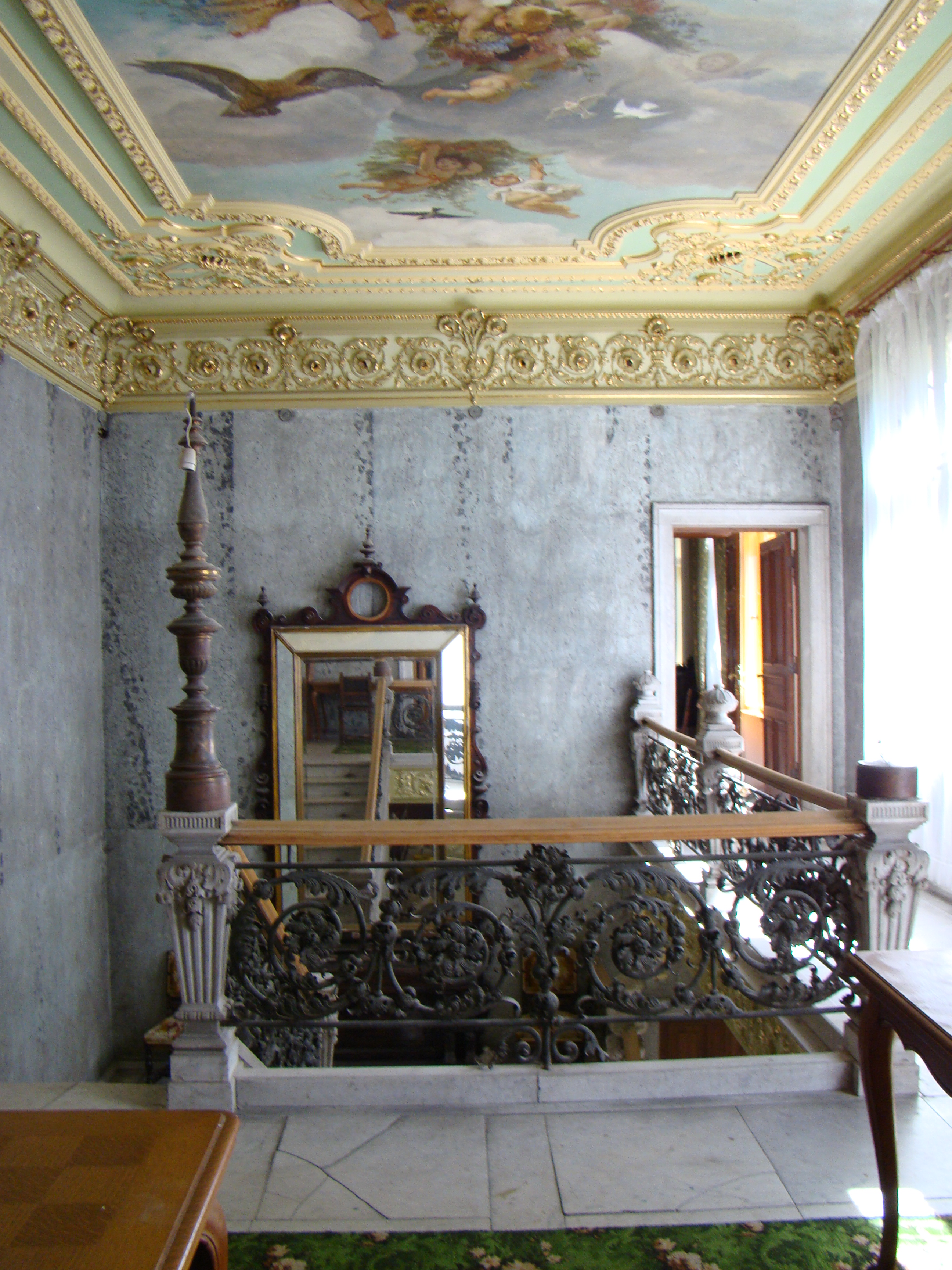
Klatka schodowa
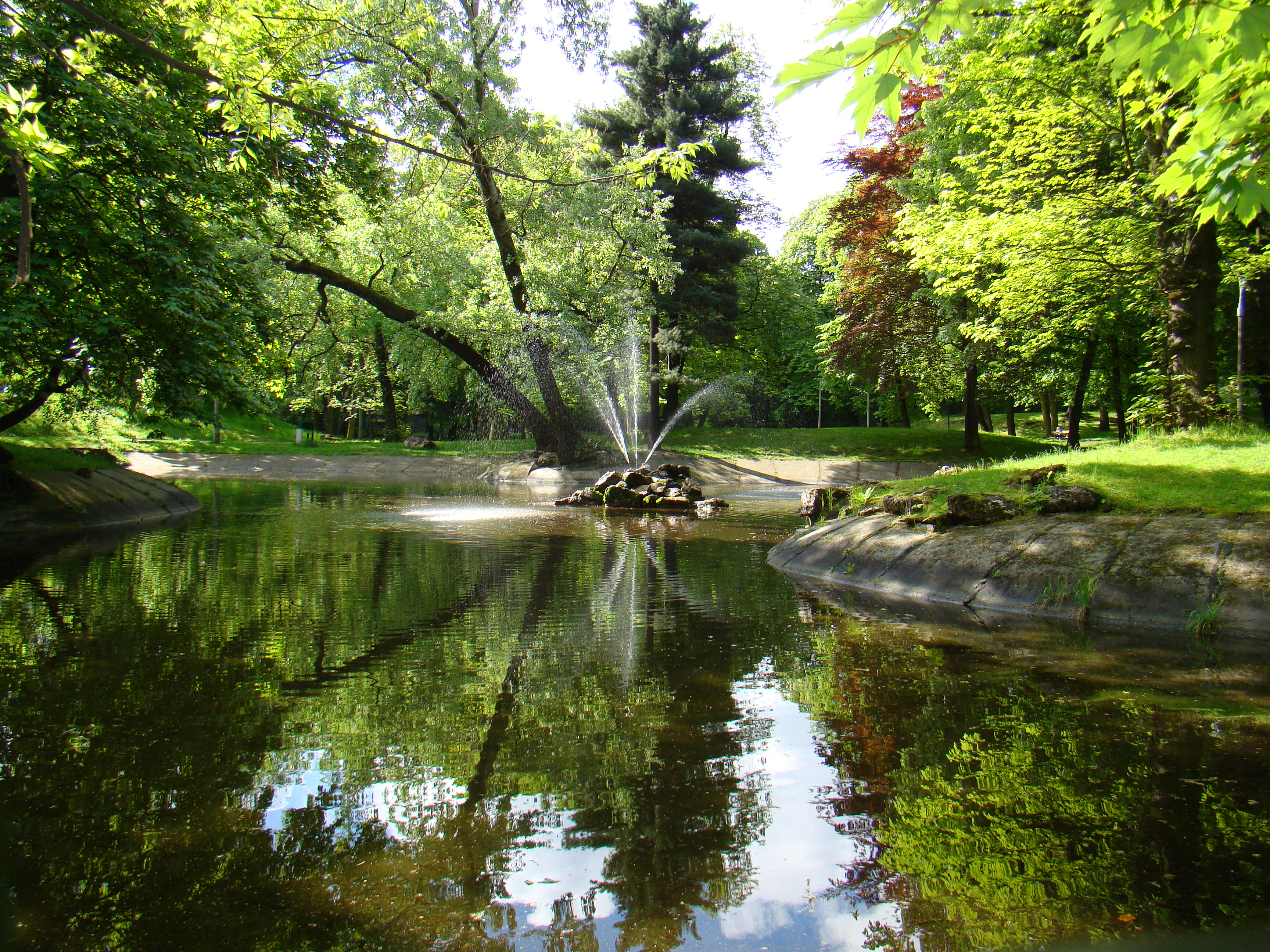
Park